# Neonirvana
Neonirvana är ett släkte av insekter. Neonirvana ingår i familjen dvärgstritar.
Kladogram enligt Catalogue of Life:
| Neonirvana | \| \| Neonirvana brasiliensis \| \| \| \| \| \| Neonirvana fuscifrons \| \| \| \| \| \| Neonirvana hyalina \| \| \| \| |
|            | \| \| Neonirvana brasiliensis \| \| \| \| \| \| Neonirvana fuscifrons \| \| \| \| \| \| Neonirvana hyalina \| \| \| \| |
|            | Neonirvana brasiliensis                                                                                                |
|            | |
|            | Neonirvana fuscifrons                                                                                                  |
|            | |
|            | Neonirvana hyalina |
|            | |